# Audio multicanal
Se denomina audio multicanal o sonido multicanal al uso de múltiples pistas de audio para reconstruir el sonido en un sistema de múltiples altavoces o de sonido envolvente. No debe confundirse el sonido multicanal con altavoces de 2 vías o 3 vías, puestos que estos últimos utilizan un solo canal de audio por altavoz aunque utilicen varios altavoces para reproducirlo según la frecuencia.
Para definir las distintas configuraciones de altavoces utilizadas, se usan dos dígitos separados por un punto decimal (2.1, 3.0, 5.1, 6.1, 7.1, etc.), dependiendo de la cantidad de pistas de audio que se utilicen. El primer dígito muestra el número de canales primarios o completos, cada uno de ellos reproducido en un altavoz individual, en tanto que el segundo dígito se refiere a la presencia de un canal para efectos de baja frecuencia (abreviado, LFE, por sus siglas en inglés) que se reproduce en un altavoz de subgraves. Así, 1.0 corresponde al sonido mono (que significa un solo canal), 2.0 corresponde al sonido estéreo y 2.1 corresponde al sonido estéreo con un canal adicional para efectos de baja frecuencia. Normalmente se denomina audio o sonido multicanal a partir de una configuración de 3 canales (2.1 o 3.0).

## Configuraciones de sonido multicanal

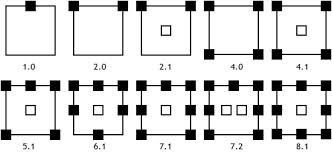
Distintas configuraciones de sonido multicanal.

Las configuraciones multicanal habituales son las siguientes:
| Sistema   | Configuración principal                                                                                     | Canal(es) LFE         |
| --------- | --- | --------------------- |
| Audio 2.1 | 2 canales (sonido estereofónico)                                                                            | 1                     |
| Audio 3.0 | 3 canales frontales (izquierdo, central y derecho) o 2 canales frontales (estéreo) + 1 canal trasero (mono) | -                     |
| Audio 3.1 | 3 canales frontales (izquierdo, central y derecho) o 2 canales frontales (estéreo) + 1 canal trasero (mono) | 1                     |
| Audio 4.0 | 2 canales frontales + 2 traseros (sonido cuadrafónico) o 3 canales frontales + 1 canal trasero              | -                     |
| Audio 4.1 | 2 canales frontales + 2 traseros (sonido cuadrafónico) o 3 canales frontales + 1 canal trasero              | 1                     |
| Audio 5.1 | 3 canales frontales y 2 traseros (5 en total)                                                               | 1                     |
| Audio 6.1 | 3 canales frontales, 2 laterales y 1 trasero (6 en total)                                                   | 1                     |
| Audio 7.1 | 3 canales frontales, 2 laterales y 2 traseros (7 en total)                                                  | 1                     |
| Audio 7.2 | 3 canales frontales, 2 laterales y 2 traseros (7 en total)                                                  | 2 (frontal + trasero) |
| Audio 8.1 | 3 canales frontales, 2 laterales y 3 traseros (8 en total)                                                  | 1                     |
| Audio 9.1 | 3 canales frontales, 2 laterales, 3 traseros y 1 en el techo (9 en total)                                   | 1                     |

## Distribución sonora
Aunque los canales de audio utilizados son de rango completo, con excepción del canal de subgraves (LFE), los sonidos que se emiten por los distintos canales suelen ser de diferente rango para crear una sensación de sonido envolvente. Los rangos utilizados por cada canal suelen ser los siguientes:
- Los canales frontales izquierdo y derecho utilizan rango completo, emitiendo sonidos de todo tipo, a excepción de los bajos.
- El canal frontal central suele ser para rangos medios, emitiendo sonidos medios o de voz.
- Los canales laterales y traseros se utilizan para sonidos de ambientación.
- El canal de subgraves se utiliza para los sonidos graves con frecuencias de hasta 100 Hz aproximadamente.